# Eustathe Joseph Mounayer
Eustathe Joseph Mounayer (1925 - 2007) là một Giám mục người Syria của Giáo hội Công giáo nghi lễ Syria, trực thuộc Giáo hội Công giáo Rôma. Ông nguyên là Giám mục Giáo triều của Giáo hội Công giáo nghi lễ Syria. Trước khi về giáo triều, ông còn đảm nhiệm nhiều vị trí khác như Tổng giám mục Tổng giáo phận Damascus, nghi lễ Syria và Giám mục phụ tá Tòa Thượng phụ Antioch, Li Băng.

## Tiểu sử
Tổng giám mục Eustathe Joseph Mounayer sinh ngày 6 tháng 6 năm 1925, tại Katana, thuộc Syria. Sau quá trình tu học dài hạn theo quy định của Giáo luật, ngày 23 tháng 9 năm 1949, Phó tế Mounayer, 24 tuổi, tiến đến việc được truyền chức linh mục. Tân linh mục là thành viên của linh mục đoàn Tổng giáo phận Damascus (Damas).
Sau hơn 20 năm thực hiện các hoạt động trách vụ của một người linh mục, ngày 10 tháng 5 năm 1971, tin tức loan báo về việc linh mục Eustathe Joseph Mounayer đã được chọn gia nhập hàng ngũ các giám mục, với vị trí cụ thể là Giám mục Phụ tá Tòa Thượng phụ Antioch, nghi lễ Syria, tại Li Băng và danh hiệu Giám mục Hiệu tòa Hierapolis in Syria dei Siri. Lễ tấn phong cho vị giám mục tân cử được tổ chức sau đó vào ngày 15 tháng 8 cùng năm, với phần nghi thức truyền chức được cử hành bởi 3 giáo sĩ cấp cao. Chủ phong cho vị tân giám mục là Thượng phụ Ignace Antoine II Hayek, Thượng phụ Antioch, nghi lễ Syria. Hai vị còn lại với vai trò phụ phong là Tổng giám mục Grégoire Ephrem Jarjour, Giám mục phụ tá Antioch, nghi lễ Syria và Tổng giám mục Flavien Zacharie Melki, cũng là một Giám mục phụ tá khác của Antioch.
Bảy năm sau ngày tấn phong làm phụ tá tại trung tâm giáo hội Syria là Tòa Thượng phụ Antioch, ngày 4 tháng 9 năm 1978, ông được loan báo được quyết định chuyển đến nhiệm sở mới, là Tổng giáo phận Damas, thăng tổng giám mục chính tòa Tổng giáo phận này. Kết thúc hành trình 23 năm trên cương vị người cha lãnh đạo tinh thần Tổng giáo phận Damas vào ngày 15 tháng 5 năm 2001, khi Tổng giám mục Mounayer từ nhiệm, về Giáo triều của Giáo hội Công giáo Syria làm Giám mục thuộc Giáo triều, khi đó, ông đã 76 tuổi.
Sau năm năm tại giáo triều, ông từ nhiệm năm 2006 vì lý do tuổi tác. Ông qua đời sau đó không lâu vào ngày 16 tháng 2 năm 2007, thọ 82 tuổi.